# Aanval op Cádiz (1625)
De Aanval op Cádiz van 1625 was een militaire aanval van de Engelse vloot, aangevuld met Nederlandse schepen, met als doel het overvallen van schepen van de Spaanse zilvervloot en het aanvallen van Spaanse kustplaatsen. Aanleiding voor de aanval was dat na het vallen van het Engelse Parlement in 1625, de hoogste Admiraal, George Villiers, Graaf van Buckingham, een expeditie wilde ondernemen die de evenknie zou zijn van helden uit het tijdperk van Elizabeth I. Zo zou de Engelse natie en haar volk opnieuw respect verdienen, na jaren van politieke onrust in het land.

## Achtergrond

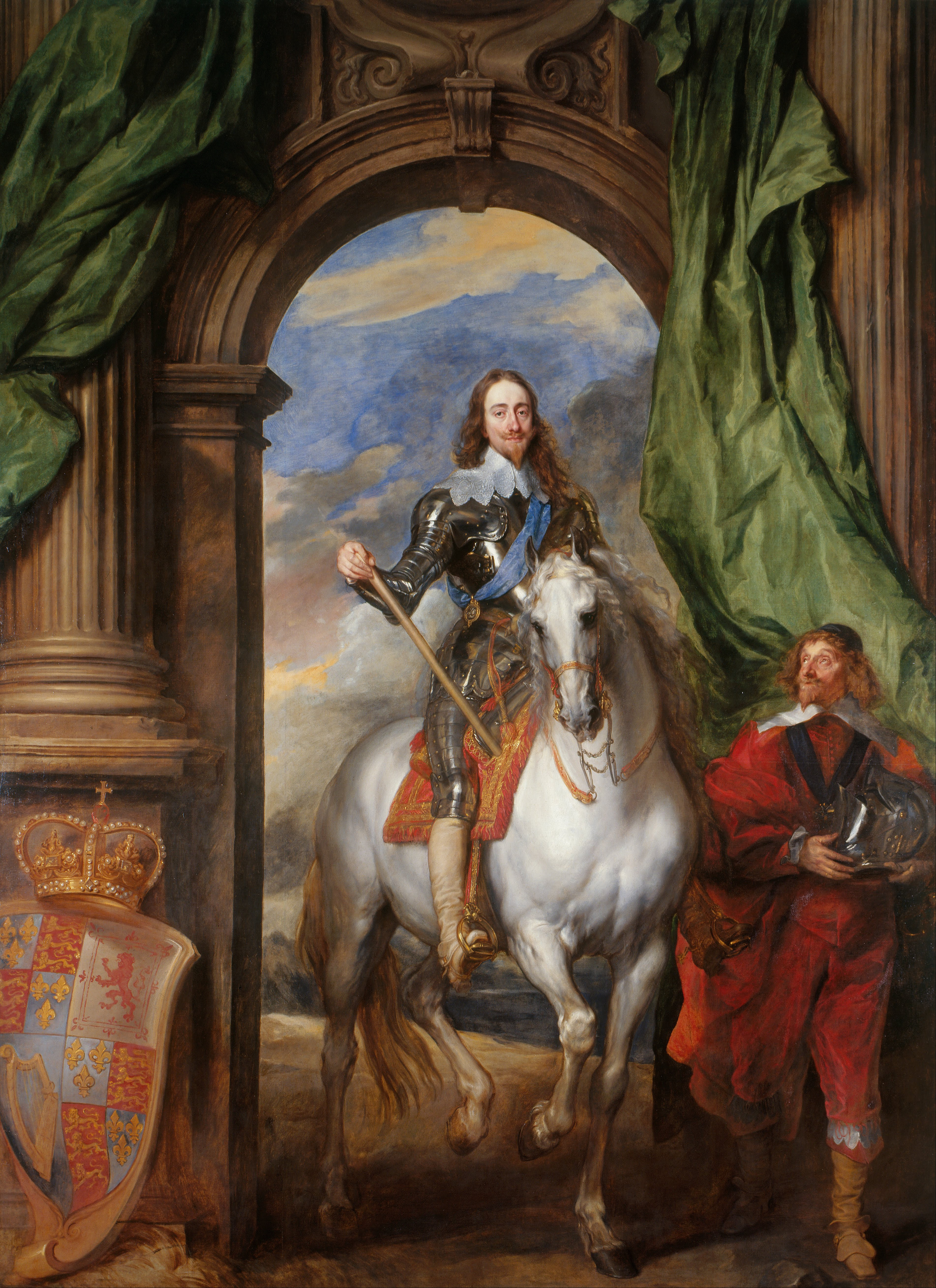
Karel I van Engeland

Prins Karel (Charles) en de Graaf van Buckingham begonnen een lobby om oorlog te voeren tegen Spanje. Ze overtuigden koning Jacobus I (James) om een nieuw parlement in te stellen voor buitenlandse zaken. Het resulteerde in het parlement van 1624, dat een persoonlijk succes voor de prins en Buckingham betekende. Het parlement was voor een oorlog met Spanje. Echter, de koning stond voor een dilemma, stammend uit een wederzijds wantrouwen tussen hem en het parlement. James vreesde dat het parlement moeilijk zou doen over de bekostiging van de oorlog. Het parlement was juist bang dat James na goedkeuring van de financiën een excuus zou vinden om niet in oorlog te gaan. James stierf korte tijd later. Zijn opvolger Karel I nam aan dat als hij het parlement zou volgen zij voor het geld zouden zorgen.

### Het plan
De opzet van de expeditie bestond uit het eerst aanvallen en bemachtigen van Spaanse zilvervlootschepen terugkerende uit de Nieuwe Wereld, en daarna het aanvallen van Spaanse kustplaatsen. Het doel was de Spaanse economie te ontwrichten en schade toe te brengen aan de leveringslijnen naar het Rijn-Palts.

## De Expeditie

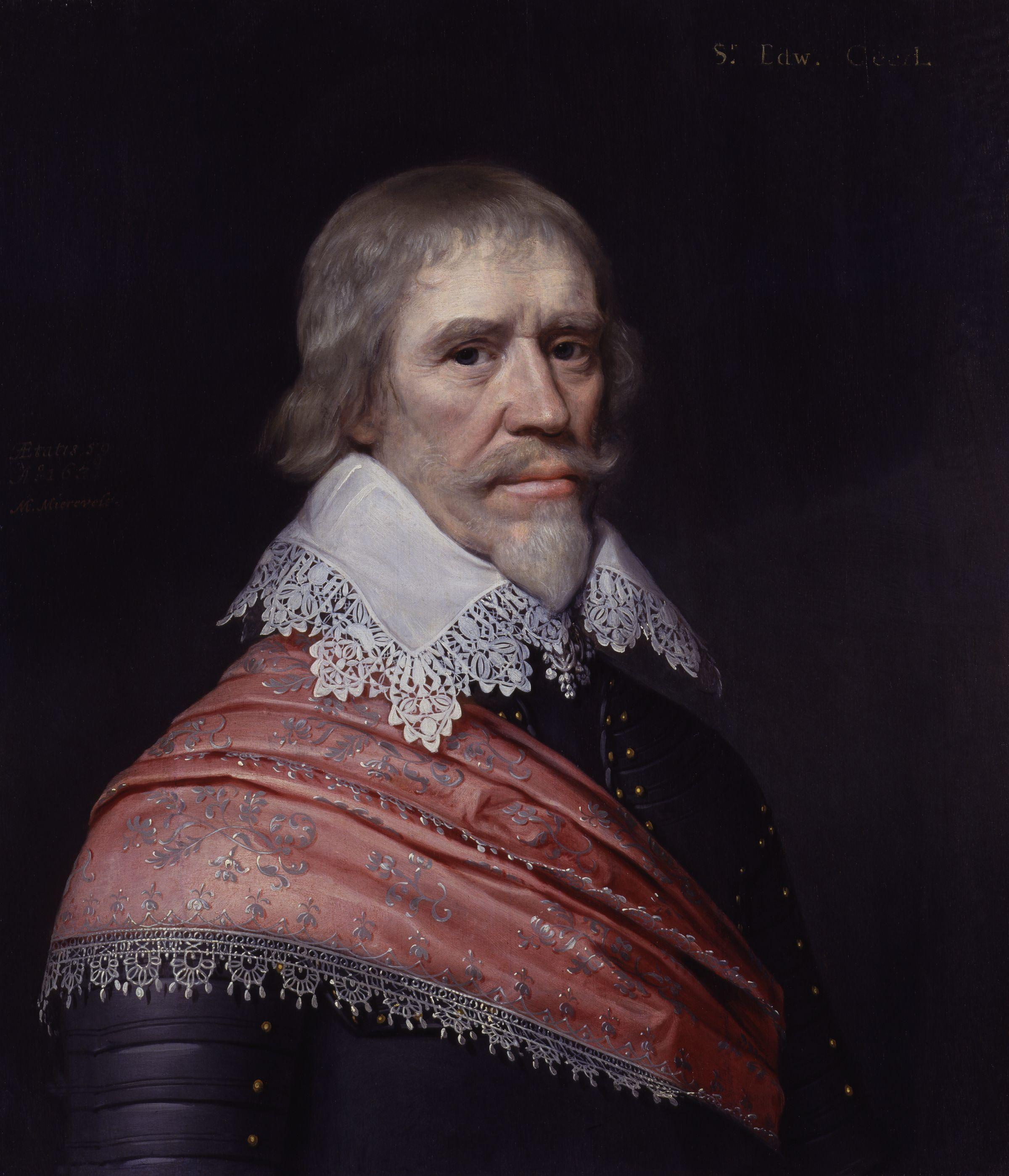
Sir Edward Cecil

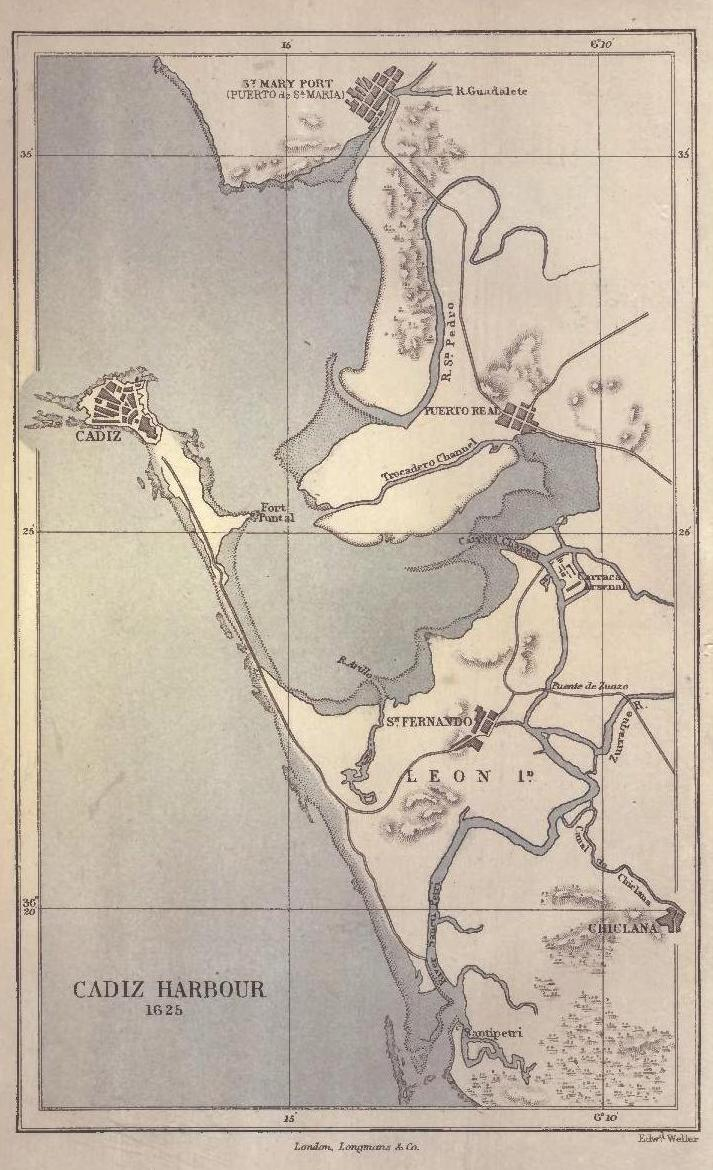
Kaart van Cadiz (1625)

Op 6 oktober 1625 gingen 100 Engelse schepen van wal met 15.000 matrozen en soldaten, aangevuld met 15 schepen uit de Republiek der Nederlanden, een nieuwe bondgenoot. Leiding over de vloot had Sir Edward Cecil, het Nederlandse deel stond onder de in 1625 tot admiraal benoemde Willem van Nassau-LaLecq, buitenechtelijke zoon van Maurits. Tot viceadmiraal werd benoemd Laurens Reael. Edward Cecil was een geharde soldaat die had gevochten in Nederlandse dienst, onder meer in de Slag bij Nieuwpoort. De keuze van de Graaf van Buckingham voor Edward Cecil bleek een vergissing. Cecil was ervaren bij veldslagen, maar van de zee had hij weinig kennis.
De expeditie liep vanaf het begin problematisch. Veel schepen waren nauwelijks zeewaardig, wat problemen en grote vertraging opleverde door stormen op zee. Toen ze eenmaal in de Spaanse wateren aankwamen, waren ze niet genoeg bevoorraad om de missie fatsoenlijk uit te voeren en ze waren te laat om zilvervloot te onderscheppen.

### Cádiz
Cecil besloot om door te varen naar Cádiz en deze stad aan te vallen. Het lukte hem om met zijn gelande troepen Fort Puntel in te nemen, dat de Baai van Cádiz en de haven bewaakte. Al snel kwam hij erachter dat de stad, met zo'n 14.000 inwoners, aanzienlijker sterker verdedigd was dan hij had aangenomen. 
Hij begon fouten te maken. Spaanse schepen die makkelijk in te nemen waren, konden de baai uit varen en ontsnappen naar Puerto Real, omdat de vloot wachtte op orders. Een groot deel van de gebruikte Engelse vloot waren koopvaardijschepen, zonder gemotiveerd personeel, die het vechten overlieten aan de Nederlanders.
Het aanvallen van het fort was een vergissing op zich, aangezien als Cecil zijn troepen allereerst op Cádiz had gericht, was de inname van het fort niet nodig geweest, vanwege de gunstige ligging van Cádiz ten opzichte van het fort.
Eenmaal op het land realiseerden de leiding en de troepen dat ze geen proviand hadden meegenomen. Cecil gaf de soldaten toestemming om wijn te drinken uit de huizen van de lokale bevolking, wat een foute beslissing bleek. Al snel waren vrijwel alle soldaten dronken. Cecil, zijn fout realiserend, koos voor de enige verstandige uitweg: het terugtrekken van zijn hele leger naar de schepen en de aftocht blazen.
Na het fiasco van Cádiz, besloot Cecil om een groep Spaanse galjoenen te onderscheppen dat zou arriveren uit Amerika. Dit plan slaagde evenmin, omdat de Spaanse schepen inmiddels gewaarschuwd waren en een andere route hadden genomen.
De troepen van Cecil raakten massaal ziek door de slechte conditie van de schepen, en hij besloot dan maar om naar Engeland terug te keren. In december keerde de vloot huiswaarts. De aanval had £250.000 gekost en bijna niets opgeleverd.

## Nasleep
Koning Charles I maakte geen aanstalten voor een onderzoek naar de gefaalde missie, om zijn waardigheid en protegé Buckingham te beschermen. Hij keek de andere kant op, zich interesserend voor het lot van de hugenoten in La Rochelle. Het Huis van Afgevaardigden was minder vergevingsgezind en begon in 1626 een afzettingsprocedure tegen de Graaf van Buckingham. De koning besloot toen het parlement te ontbinden om de afzetting te voorkomen.